# Фудзівара но Йорінаґа
Фудзівара но Йорінаґа (*藤原 頼長, 1120 — 1 серпня 1156) — середньовічний японський державний та військовий діяч періоду Хейан.

## Життєпис
Походив з аристократичного роду Фудзівара. Син Фудзівара но Тададзане, сешшьо і кампаку, та доньки Фудзівара но Морідзане. Народився у 1120 році. Здобув гарну освіту, мав значні знання з логіки, математики, військової справи. 1130 року відбулася церемонія повноліття (гемпуку). Того ж року стає власником молодшого п'ятого рангу з правом носіння сукні фукахі. Наприкінці року увійшов до Відомства прислуги, а потім отримав посаду правого генерала.
1131 року надано молодший четвертий ранг. Потім стає кокусі провінції Ійо. Наприкінці того ж року отримує старший четвертий ранг і невдовзі молодший третій ранг. 1132 року призначено на посаду радника третього класу, що дозволило увійти до складу куґе (вищої знаті), а невдовзі середнього державного радника. 1133 року стає власником молодшого другого рангу. 1134 року послідовно отримує старший другий ранг, посади старшого державного радника і очільника палацу імператриці. У 1136 році призначено двірцевим міністром. 1140 року призначено лівим старшим генералом.
У 1149 році видав свою доньку Таші за імператора Коное. Того ж року Йорінаґа було призначено Лівим міністром з молодшим першим рангом. Спрямував свої зусилля на відновлення політичної владу клану Фудзівара в державі, які були посунуті екс-імператорами Сіракавою і Тобою. 1150 року став співголовою клану Фудзівара. 1151 року призначено наіраном (відповідав за вивчення паперів, що спрямовувалися імператорові).
У 1155 році після смерті імператора Коное новим імператором екс-імператор Тоба поставив Ґо-Сіракаву. Це викликало невдоволення Фудзівара но Йорінаґи, який відмовився від посади вихователя спадкоємця трону.
1156 році після смерті екс-імператора Тоба, скориставшись послабленням імператора Ґо-Сіракави, влаштував заколот проти останнього (події відомі як смута Хоґен). Задля законності своїх дій Фудзівара но Йорінаґа вирішив використати колишнього імператора Сутоку, якого планувалося відновити на троні. Натомість повинна була відновитися влада Фудзівара в Японії. Втім, проти Йорінаґі виступив його рідний брат Фудзівара но Тадамічі, що боявся втратити свої нехай номінальні посади та статус голови клану Фудзівара. Тадамічі підтримав Ґо-Сіракаву. Роди Мінамото і Тайра також поділилися — Фудзівара но Йорінаґу підтримали Мінамото но Тамейосі та Тайра но Тадамаса. У вирішальній битві біля палацу Сіракава в одній з частин Кіото 26 липня війська Фудзівара но Йорінаґи зазнали нищівної поразки, а його самого було смертельно поранено стрілою, внаслідок чого він 1 серпня 1156 року помер.

## Творча діяльність
Є автором щоденнику «Тай-кі» («Записки міністра»). Також був завзятим бібліофілом. В своєму маєтку в Уджі зібрав одну з найповніших на тоді колекцій 1030 сувоїв з різними китайськими творами, з яких 362 — конфуціанські, 326 — історичні, 342 — всі інші, зокрема суто літературні.